# Aloe perryi
Aloe perryi es una especie de planta suculenta de la familia de los aloes. Es originaria de Socotra.

## Descripción
Aloe perryi crece individualmente con tallo vertical o postrado que alcanza un tamaño de 30 cm de largo, tiene 12 a  30 hojas lanceoladas que forman densas rosetas. Las hojas son de color verde, teñido de rojizo de 35 centímetros de largo y 7,5 centímetros de ancho. Los dientes de color marrón claro en el margen de la hoja miden unos 4 milímetros de largo y están a 6 milímetros de distancia. La inflorescencia es por lo general de dos a tres ramas y alcanza una longitud de 50 a 60 centímetros.  Las brácteas deltoides-lanceoladas tiene una longitud de 4 a 6 milímetros. Las  flores son de color amarillo cuando se abren y miden 20 a 25 milímetros de largo, y  su fondo se estrecha.

## Hábitat y ecología
Ampliamente distribuida y, a veces abundante en Socotra y Samha; principalmente en las zonas secas; en pendientes planas o suaves, sobre todo en el suelo de piedra caliza, pero de vez en cuando en las llanuras arenosas y montañas de granito. Altitud del nivel del mar de 900 m. Es delicada, a veces aparentemente anual, las plantas con tallos estrechos que encuentran a gran altura en las montañas Haggeher han sido reconocidos como A. forbesii. Sin embargo, hay muchos intermedios con la típica Aloe perryi y así que no hemos encontrado que es posible que se les da ninguna condición formal aquí. Florece en verano y entra en la nueva hoja después de la menor lluvia.

## Taxonomía
Aloe perryi fue descrita por Baker y publicado en  J. Linn. Soc., Bot. 18: 161, en el año (1880).
Etimología
Ver: Aloe
perryi: epíteto otorgado en honor de Wykeham Perry, recolector de plantas de 1880 en Socotora.